# Constante Fontán Illas
Constante Generoso Fontán Islas (Puenteareas, 19 de setiembre de 1833 - Paysandú, 13 de diciembre de 1901), fue un maestro y escritor uruguayo de origen gallego.

## Trayectoria
Fue maestro en Vigo. En 1853, con veinta años, se embarcó para Uruguay. En un principio se dedicó al comercio, pero después volvió a ejercer cómo maestro, primero en el Colegio de Humanidades de Salto Oriental, y en 1857 pasó a dirigir el Colegio Nacional de Concordia. En 1863 fundó en Paysandú un colegio de enseñanza primaria y secundaria.

## Obras
- Propiedad y Tesoro de lana República Oriental de él Uruguay desde 1876 a 1881 inclusive (1882)
- Lana República de él Uruguay y España. Estudio estadístico para Lana Exposición Internacional de Barcelona en 1888 (1888)
- Proezas históricas o cabeza del proceso de responsabilidades contra él gobierno y demás poder públicos de lana República O. de él Uruguay desde él año 1882 al 1891 inclusive (1891)
- Él coronel Carámbula y él cuerpo de un gran invento (1893)